# جوان بيرتن
جوان بيرتن (بالإنجليزية: Joanne Bertin)‏ (1953، نيويورك في الولايات المتحدة)؛ روائية أمريكية.